# Hrabstwo Dooly

Piramida wieku hrabstwa

Hrabstwo Dooly (ang. Dooly County) – hrabstwo w stanie Georgia w Stanach Zjednoczonych. Jego siedzibą administracyjną jest Vienna.

## Geografia
Według spisu z 2000 roku obszar całkowity hrabstwa obejmuje powierzchnię 397,07 mil2 (1028,41 km²), z czego 392,88 mil2 (1017,55 km²) stanowią lądy, a 4,19 mil2 (10,85 km²) stanowią wody.

### Miejscowości
- Byromville
- Dooling
- Lilly
- Pinehurst
- Unadilla
- Vienna

### Sąsiednie hrabstwa
- Hrabstwo Houston (północny wschód)
- Hrabstwo Pulaski (wschód)
- Hrabstwo Wilcox (południowy wschód)
- Hrabstwo Crisp (południe)
- Hrabstwo Sumter (zachód)
- Hrabstwo Macon (północny zachód)

## Demografia
Według spisu z 2020 roku liczy 11,2 tys. mieszkańców, co oznacza spadek o 24,9% w porównaniu z poprzednim spisem z roku 2010. Według danych pięcioletnich z 2021 roku 48,8% czarnoskórzy lub Afroamerykanie, 48,4% to biali (42,2% nie licząc Latynosów), 1,3% miało rasę mieszaną, 0,9% Azjaci, 0,5% to rdzenna ludność Ameryki. Latynosi stanowili 8,2% populacji hrabstwa.

## Religia
W 2020 roku krajobraz religijny hrabstwa zdominowany jest przez protestanckie wspólnoty, głównie baptystyczne i metodystyczne. Inne religie prawie nie występują. 

## Polityka
W wyborach prezydenckich w 2020 roku, 52,6% głosów otrzymał Donald Trump i 46,5% Joe Biden.